# Elecciones provinciales de Entre Ríos de 1943
Las elecciones generales de la provincia de Entre Ríos de 1943 tuvieron lugar el domingo 21 de marzo del mencionado año, con el objetivo de renovar las autoridades provinciales para el período 1943-1947. Se debía elegir, en fórmula conjunta, al Gobernador y al Vicegobernador; de manera proporcional, a los 28 escaños de la Cámara de Diputados provinciales; y por medio de escrutinio mayoritario uninominal, a los 14 senadores departamentales que compondrían la Cámara de Senadores provinciales, configurando los poderes ejecutivo y legislativo de la provincia. Serían electos también intendentes y concejales de casi todos los municipios de la provincia. Fueron las decimoterceras elecciones provinciales desde el establecimiento del sufragio secreto en el país.
A pesar de que los comicios se realizaron en el marco de la llamada Década Infame, en la que un régimen conservador se mantenía en el poder por medio de elecciones fraudulentas, en Entre Ríos las elecciones de carácter provincial eran consideradas limpias debido al pacto realizado por el gobernador Eduardo Laurencena con el presidente de facto José Félix Uriburu tras el golpe de Estado de 1930, que llevó a que Entre Ríos, junto con San Luis, fueran las únicas provincias no intervenidas tras el golpe. De este modo, hubo tres candidatos a la gobernación: el propio Laurencena, de la Unión Cívica Radical (UCR) que buscaba suceder a Enrique Mihura y asumir un segundo mandato no consecutivo; Pedro Radio, del Partido Demócrata Nacional (PDN), parte de la coalición oficialista a nivel nacional, la Concordancia; y Miguel E. Facello, del Partido Libertador Nacionalista (PLN). El Partido Socialista (PS) decidió abstenerse y apoyar a Laurencena para garantizar que la Concordancia no tomara el control de la provincia. El Partido Comunista Argentino (PCA) intentó registrarse para presentar candidatos sin éxito, y tras fracasar apoyó a Laurencena, pero solicitó que sus afiliados votaran por él por medio de la boleta socialista. Los votos socialistas y radicales, por lo tanto, serían contados como una fórmula única.
El resultado fue una victoria para Laurencena, que recogió el 50,40% de las adhesiones contra el 48,35% de Radio, y el 1,25% de Facello. Simultáneamente, el radicalismo tomó el control de la mayoría de los municipios importantes, aunque el PDN también obtuvo avances. En el plano legislativo, la UCR conservó la mayoría absoluta en ambas cámaras, con 15 diputados y 9 senadores contra 13 y 5 del PDN, sin que ningún otro partido lograra conseguir escaños, ya que la UCR y el PDN fueron los únicos partidos que disputaron todas las bancas senatoriales. En la elección para gobernador, Laurencena se impuso en los departamentos de Paraná, Diamante, Concordia, Uruguay, Gualeguay, Villaguay, Feliciano, y Federación; mientras que Radio se impuso en Gualeguaychú, Colón, Victoria, Nogoyá, La Paz y Tala. La participación fue del 84.80% del electorado registrado.
Laurencena debía asumir su segundo mandato el 1 de julio de 1943. Sin embargo, un mes antes, el 4 de junio, se produjo un incruento golpe de Estado militar en todo el país que derrocó al régimen conservador. Mihura, el gobernador incumbente, permaneció en el poder hasta el 11 de junio, cuando la provincia fue intervenida por la dictadura militar resultante, y las elecciones se vieron anuladas.

## Resultados

### Gobernador y Vicegobernador
|  | 50,40 % |

|  | 48,35 % |

|  | 1,25 % |

|  | 95,48 % |

|  | 4,49 % |

|  | 0,02 % |

|  | 0,01 % |

|  | 100 % |

### Cámara de Diputados
Mientras que la victoria del radicalismo en la elección gubernativa y senatorial, aunque estrecha, fue considerada como dada desde el comienzo del escrutinio, la Cámara de Diputados, elegida en modo proporcional, tuvo un carácter diferente. Dado este sistema de representación proporcional por listas, los escaños se asignarían entre los partidos teniendo en cuenta su porcentaje de votos, pero con un umbral proscriptivo del 3% requerido para acceder al reparto de bancas. Mientras que Laurencena resultó elegido con ayuda del voto socialista, y en la mayoría de los departamentos el PS no presentó candidatos a Senador, en el plano de la elección de diputados tanto la UCR como el PS presentaron listas separadas, que produjeron un ligero contrapeso. De acuerdo a la ley electoral, le tocarían 15 escaños al más votado y los otros 13 se distribuirían proporcionalmente. Durante el escrutinio, el PDN y la UCR tuvieron una ajustada pelea por la primera minoría de votos, y durante unos días se creyó que Laurencena asumiría con una Cámara de Diputados controlada por el PDN. Aunque finalmente la UCR se impuso por sí sola por un ínfimo margen de 1.699 votos, el resultado provocó arduas discusiones sobre el sistema electoral.
|  | 48,73 % |

|  | 47,46 % |

|  | 2,40 % |

|  | 1,48 % |

|  | 95,23 % |

|  | 4,75 % |

|  | 0,01 % |

|  | 0,01 % |

|  | 100 % |

### Cámara de Senadores
|  | 51,75 % |

|  | 47,56 % |

|  | 0,56 % |

|  | 0,13 % |

|  | 93,74 % |

|  | 6,24 % |

|  | 0,01 % |

|  | 0,01 % |

|  | 100 % |

#### Resultados por departamentos
| Colón 1 Senador        | Colón 1 Senador                 | Colón 1 Senador | Colón 1 Senador | Colón 1 Senador |
| Partido                | Partido                         | Votos           | %               | Bancas          |
| ---------------------- | ------------------------------- | --------------- | --------------- | --------------- |
|                        | Partido Demócrata Nacional      | 3.999           | 51,96           | 1/1             |
|                        | Unión Cívica Radical            | 3.697           | 48,04           |                 |
| Votos positivos        | Votos positivos                 | 7.696           | 96,33           |                 |
| Votos en blanco        | Votos en blanco                 | 293             | 3,67            |                 |
| Total de votos         | Total de votos                  | 7.989           | 100             |                 |
| Concordia 1 Senador    |                                 |                 |                 |                 |
| Partido                | Partido                         | Votos           | %               | Bancas          |
|                        | Unión Cívica Radical            | 6.550           | 53,93           | 1/1             |
|                        | Partido Demócrata Nacional      | 5.432           | 44,72           |                 |
|                        | Partido Socialista              | 161             | 1,33            |                 |
|                        | Partido Libertador Nacionalista | 3               | 0,02            |                 |
| Votos positivos        | Votos positivos                 | 12.146          | 91,32           |                 |
| Votos en blanco        | Votos en blanco                 | 1.155           | 8,68            |                 |
| Total de votos         | Total de votos                  | 13.301          | 100             |                 |
| Diamante 1 Senador     |                                 |                 |                 |                 |
| Partido                | Partido                         | Votos           | %               | Bancas          |
|                        | Unión Cívica Radical            | 3.435           | 51,51           | 1/1             |
|                        | Partido Demócrata Nacional      | 3.225           | 48,36           |                 |
|                        | Partido Socialista              | 7               | 0,10            |                 |
|                        | Partido Libertador Nacionalista | 2               | 0,03            |                 |
| Votos positivos        | Votos positivos                 | 6.669           | 93,44           |                 |
| Votos en blanco        | Votos en blanco                 | 466             | 6,53            |                 |
| Votos anulados         | Votos anulados                  | 2               | 0,03            |                 |
| Total de votos         | Total de votos                  | 7.137           | 100             |                 |
| Federación 1 Senador   |                                 |                 |                 |                 |
| Partido                | Partido                         | Votos           | %               | Bancas          |
|                        | Unión Cívica Radical            | 2.915           | 55,49           | 1/1             |
|                        | Partido Demócrata Nacional      | 2.338           | 44,51           |                 |
| Votos positivos        | Votos positivos                 | 5.253           | 94,39           |                 |
| Votos en blanco        | Votos en blanco                 | 312             | 5,61            |                 |
| Total de votos         | Total de votos                  | 5.565           | 100             |                 |
| Feliciano 1 Senador    |                                 |                 |                 |                 |
| Partido                | Partido                         | Votos           | %               | Bancas          |
|                        | Unión Cívica Radical            | 1.184           | 53,14           | 1/1             |
|                        | Partido Demócrata Nacional      | 1.044           | 46,86           |                 |
| Votos positivos        | Votos positivos                 | 2.228           | 95,95           |                 |
| Votos en blanco        | Votos en blanco                 | 94              | 4,05            |                 |
| Total de votos         | Total de votos                  | 2.322           | 100             |                 |
| Gualeguay 1 Senador    |                                 |                 |                 |                 |
| Partido                | Partido                         | Votos           | %               | Bancas          |
|                        | Unión Cívica Radical            | 4.202           | 51,69           | 1/1             |
|                        | Partido Demócrata Nacional      | 3.861           | 47,49           |                 |
|                        | Partido Libertador Nacionalista | 67              | 0,82            |                 |
| Votos positivos        | Votos positivos                 | 8.130           | 93,21           |                 |
| Votos en blanco        | Votos en blanco                 | 579             | 6,64            |                 |
| Votos anulados         | Votos anulados                  | 12              | 0,14            |                 |
| Votos impugnados       | Votos impugnados                | 1               | 0,01            |                 |
| Total de votos         | Total de votos                  | 8.722           | 100             |                 |
| Gualeguaychú 1 Senador |                                 |                 |                 |                 |
| Partido                | Partido                         | Votos           | %               | Bancas          |
|                        | Partido Demócrata Nacional      | 6.868           | 52,29           | 1/1             |
|                        | Unión Cívica Radical            | 5.697           | 43,38           |                 |
|                        | Partido Libertador Nacionalista | 569             | 4,33            |                 |
| Votos positivos        | Votos positivos                 | 13.134          | 90,97           |                 |
| Votos en blanco        | Votos en blanco                 | 1.303           | 9,03            |                 |
| Total de votos         | Total de votos                  | 14.437          | 100             |                 |
| La Paz 1 Senador       |                                 |                 |                 |                 |
| Partido                | Partido                         | Votos           | %               | Bancas          |
|                        | Partido Demócrata Nacional      | 4.301           | 52,78           | 1/1             |
|                        | Unión Cívica Radical            | 3.848           | 47,22           |                 |
| Votos positivos        | Votos positivos                 | 8.149           | 94,83           |                 |
| Votos en blanco        | Votos en blanco                 | 442             | 5,14            |                 |
| Votos impugnados       | Votos impugnados                | 2               | 0,02            |                 |
| Total de votos         | Total de votos                  | 8.593           | 100             |                 |
| Nogoyá 1 Senador       |                                 |                 |                 |                 |
| Partido                | Partido                         | Votos           | %               | Bancas          |
|                        | Partido Demócrata Nacional      | 4.389           | 52,32           | 1/1             |
|                        | Unión Cívica Radical            | 4.000           | 47,68           |                 |
| Votos positivos        | Votos positivos                 | 8.389           | 94,66           |                 |
| Votos en blanco        | Votos en blanco                 | 470             | 5,30            |                 |
| Votos impugnados       | Votos impugnados                | 3               | 0,03            |                 |
| Total de votos         | Total de votos                  | 8.862           | 100             |                 |
| Paraná 1 Senador       |                                 |                 |                 |                 |
| Partido                | Partido                         | Votos           | %               | Bancas          |
|                        | Unión Cívica Radical            | 14.760          | 52,75           | 1/1             |
|                        | Partido Demócrata Nacional      | 13.203          | 47,18           |                 |
|                        | Partido Socialista              | 13              | 0,05            |                 |
|                        | Partido Libertador Nacionalista | 7               | 0,03            |                 |
| Votos positivos        | Votos positivos                 | 27.983          | 94,65           |                 |
| Votos en blanco        | Votos en blanco                 | 1.577           | 5,33            |                 |
| Votos anulados         | Votos anulados                  | 1               | 0,00            |                 |
| Votos impugnados       | Votos impugnados                | 5               | 0,02            |                 |
| Total de votos         | Total de votos                  | 29.566          | 100             |                 |
| Tala 1 Senador         |                                 |                 |                 |                 |
| Partido                | Partido                         | Votos           | %               | Bancas          |
|                        | Partido Demócrata Nacional      | 3.029           | 51,78           | 1/1             |
|                        | Unión Cívica Radical            | 2.821           | 48,22           |                 |
| Votos positivos        | Votos positivos                 | 5.850           | 92,99           |                 |
| Votos en blanco        | Votos en blanco                 | 441             | 7,01            |                 |
| Total de votos         | Total de votos                  | 6.291           | 100             |                 |
| Uruguay 1 Senador      |                                 |                 |                 |                 |
| Partido                | Partido                         | Votos           | %               | Bancas          |
|                        | Unión Cívica Radical            | 6.307           | 53,45           | 1/1             |
|                        | Partido Demócrata Nacional      | 5.378           | 45,58           |                 |
|                        | Partido Libertador Nacionalista | 114             | 0,97            |                 |
| Votos positivos        | Votos positivos                 | 11.799          | 92,79           |                 |
| Votos en blanco        | Votos en blanco                 | 917             | 7,21            |                 |
| Total de votos         | Total de votos                  | 12.716          | 100             |                 |
| Victoria 1 Senador     |                                 |                 |                 |                 |
| Partido                | Partido                         | Votos           | %               | Bancas          |
|                        | Unión Cívica Radical            | 7.097           | 60,31           | 1/1             |
|                        | Partido Demócrata Nacional      | 4.670           | 39,69           |                 |
| Votos positivos        | Votos positivos                 | 11.767          | 95,75           |                 |
| Votos en blanco        | Votos en blanco                 | 522             | 4,25            |                 |
| Total de votos         | Total de votos                  | 12.289          | 100             |                 |
| Villaguay 1 Senador    |                                 |                 |                 |                 |
| Partido                | Partido                         | Votos           | %               | Bancas          |
|                        | Unión Cívica Radical            | 3.951           | 56,68           | 1/1             |
|                        | Partido Demócrata Nacional      | 3.020           | 43,32           |                 |
| Votos positivos        | Votos positivos                 | 6.971           | 93,31           |                 |
| Votos en blanco        | Votos en blanco                 | 500             | 6,69            |                 |
| Total de votos         | Total de votos                  | 7.471           | 100             |                 |